# Caradrina phanasciera
Caradrina phanasciera är en fjärilsart som beskrevs av Charles Boursin 1939. Caradrina phanasciera ingår i släktet Caradrina och familjen nattflyn. Inga underarter finns listade i Catalogue of Life.